# Štipavac (biljni rod)
Štipavac (uleks; lat. Ulex), rod listopadnih trnovitih grmova iz tribusa Genisteae, dio potporodice Papilionoideae, porodica mahunarki.
Rodu pripada 14 vrsta iz zapadne Europe i srednjeg i zapadnog Sredozemlja (uključujući Maroko i Alžir). U Hrvatskoj raste jedna vrsta, bodljikavi štipavac (Ulex europaeus).

## Vrste
1. Ulex argenteus Welw. ex Webb
2. Ulex australis Clemente
3. Ulex baeticus Boiss.
4. Ulex borgiae Rivas Mart.
5. Ulex canescens Lange
6. Ulex densus Welw. ex Webb
7. Ulex erinaceus Welw. ex Webb
8. Ulex eriocladus C.Vicioso
9. Ulex europaeus L.
10. Ulex gallii Planch.
11. Ulex jussiaei Webb
12. Ulex micranthus Lange
13. Ulex minor Roth
14. Ulex parviflorus Pourr.
15. Ulex × breoganii (Castrov. & Valdés Berm.) Castrov. & Valdés Berm.
16. Ulex × dalilae Capelo, J.C.Costa & Lousã
17. Ulex × lagrezii Rouy

- Ulex cantabricus Álv.Mart., Fern.Casado, Fern.Prieto, Nava & Vera →Ulex gallii Planch.

## Sinonimi
- Leonhardia Opiz; Lotos 7: 88 (1857)